# Pierre Couchée

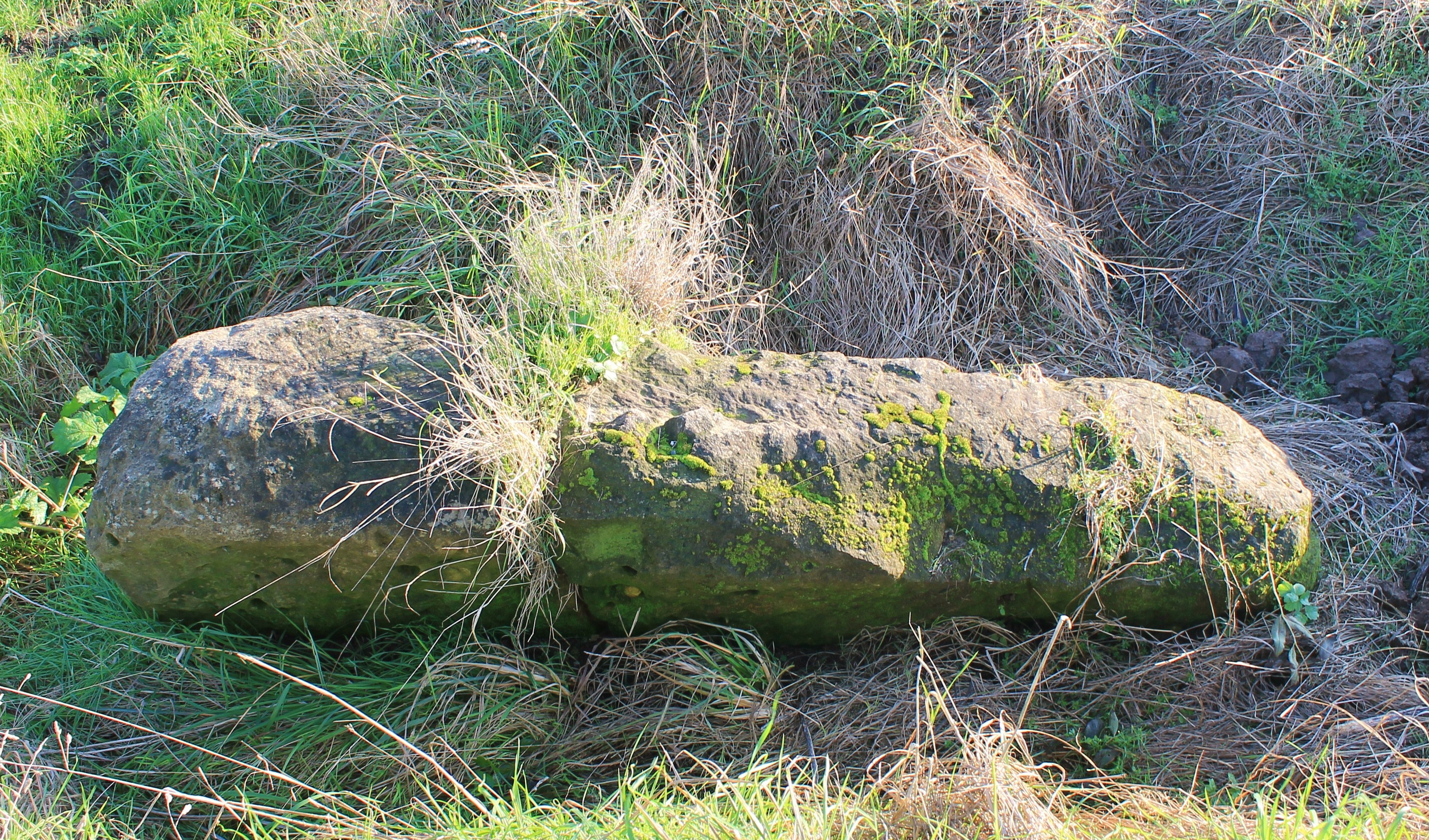
Pierre Couchée von Louvigny

Der Menhir Pierre Couchée (deutsch „der schlafende Stein“) liegt am Rande der Straße „Chemin Meunier“, am westlichen Stadtrand von Louvigny bei Caen, in der Nähe des „Champ de la Pierre“ an der Kreuzung zweier Landstraßen, im Département Calvados in Frankreich. Er könnte vom Ende des Neolithikums stammen.
Der Chemin Meunier ist ein alter Hohlweg, der früher dazu verwendet wurde, die Weizenernte durch die Furt von Athis zu den zahlreichen Wassermühlen am Odon zu transportieren.
Ein Menhir mit dem Namen Pierre de Couche findet sich in Saint-Brevin-les-Pins. Der Menhir de la Pierre Couchée liegt in Saint-Benoist-sur-Mer.

## Beschreibung
Der Menhir besteht aus einem sehr hartem Kalkstein, der in der Region nicht vorkommt. Er liegt in zwei Teile zerbrochen am Boden und trägt viele Schälchen (franz. cupule). Seine Gesamtlänge beträgt mehr als 2,0 m.
Jean Desloges hat den Stein 2009 untersucht und ist der Meinung, dass es sich nicht um einen Menhir handelt. Tatsächlich besteht kein Unterschied zwischen dem unteren und dem oberen Teil, das keine Beeinträchtigung durch Erosion (Frost, Regen, Temperaturschwankungen oder Wind) zeigt, die die jahrtausendelang aufgestellten (4000 bis 2000 v. Chr.) Megalithen ansonsten aufweisen. Auf der anderen Seite wurde der Stein durch Bearbeitung abgeflacht, stammt nicht aus der Region und trägt Schälchen. Nach Jean Desloges sollte der Stein als gallo-römischer Meilenstein oder als Grenzstein verwendet werden.
Ähnliche Merkmale weist der gefallene Menhir von Olendon im Calvados auf.